# 線紋副寄生鯰
線紋副寄生鯰，為輻鰭魚綱鯰形目毛鼻鯰科的其中一種，為熱帶淡水魚，分布於南美洲哥倫比亞Magdalena與Cauca河流域，本魚棲息在底層水域，體長可達2.8公分，生活習性不明。